# Stitches (rapper)
Stitches, nome artístico de Phillip Katsabanis, é um rapper de origem grega/cubana de Miami, Florida. Anteriormente, ele usava o vulgo Lil Phill, qual fez uma música chamada "Ridin' Through my city" qual teve 85,000 views porém Lil Phil sumiu e voltou em 2013 cheio de tatuagens, mais forte, com novas músicas, jeito mais agressivo e um novo vulgo, Stitches. Atualmente, ele é um artista independente e possui sua própria gravadora, TMI Gang. Lançou uma mixtape chamada No Snitching Is My Statement. Ele é mais conhecido por ter uma AK-47 tatuada no rosto, e por seu vídeo viral "Brick In Yo Face".  Em fevereiro de 2017 Stitches foi multado e preso após estacionar com seu Porsche em uma vaga de deficientes, Foi achado dentro do carro uma arma de fogo e drogas.

## Discografia
- No Snitching Is My Statement (Mixtape, 2014)
- Brick In Yo Face - Single (2014)
- Mail - Single (2014)
- I'm Just A Gangsta - Single (2014)
- Facts - Single (2014)
- 24/7 - Single (2014)